# La Paz (Colonia)
La Paz est une ville de l'Uruguay située dans le département de Colonia. Sa population est de 653 habitants.
Elle est l'une des villes les plus importantes du département.

## Population
| Année | Population |
| ----- | ---------- |
| 1963  | 535        |
| 1975  | 542        |
| 1985  | 544        |
| 1996  | 644        |
| 2004  | 653        |

Référence,: